# Vietnam Air Services Company
Vietnam Air Services Company (kurz VASCO) ist eine vietnamesische Regionalfluggesellschaft mit Sitz in Ho-Chi-Minh-Stadt und Basis auf dem Flughafen Tan-Son-Nhat. Sie ist eine Tochtergesellschaft von Vietnam Airlines, die viele Jahre kleinere Ziele innerhalb Vietnams bedient hat (z. B. die Insel Con Dao). 2016 wurde die Airline re-branded und stieg als SkyViet in den innervietnamesischen Billigflugmarkt ein. Im Juni 2017 beantragten Anteilseigner, die 49 Prozent an der Airline halten, die Auflösung der Airline.

## Flotte
Mit Stand Januar 2023 besteht die Flotte der VASCO aus sechs ATR 72-500 mit einem Durchschnittsalter von 13,4 Jahren.